# Hariphunchai

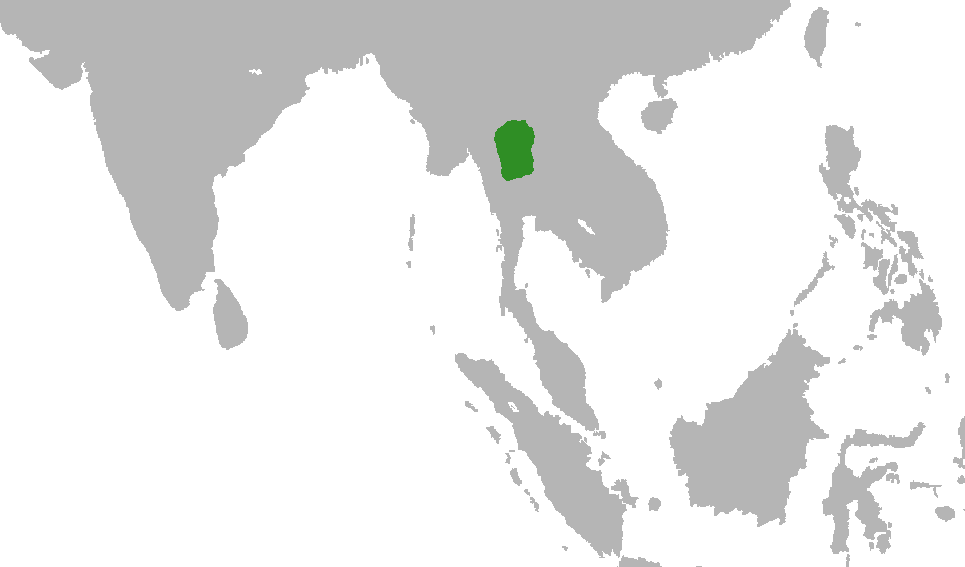
Cương vực của Haribhunjaya.

Hariphunchai, hoặc Haribhunjaya (tiếng Pali: Haripunjaya; Hán-Việt: Ha Lợi Bôn Sai 哈利奔猜) là một vương quốc cổ của người Môn tồn tại suốt nhiều thế kỷ tại nơi là miền Bắc Thái Lan ngày nay. Kinh đô của vương quốc này ở nơi nay là Lamphun. Theo các cuốn sử ký Camadevivamsa và Jinakalamali, thành phố được thành lập bởi một thầy tu tên là Suthep vào năm 661, và thủ lĩnh người Môn ở nơi nay là Lopburi cho con gái mình là Jamadevi làm hoàng hậu của Hariphonchai. Tuy nhiên, các bằng chứng khảo cổ cho thấy vương quốc này thành lập sớm nhất cũng chỉ có thể từ khoảng năm 750. Vào thời điểm ấy, khu vực miền Trung Thái Lan ngày nay là địa bàn của các thành bang Môn mà ngày nay gọi chung là Dvaravati. Hoàng hậu Jamadevi sinh đôi, người anh làm thủ lĩnh Lamphun, người em làm thủ lĩnh Lampang cạnh đó.
Các sử ký cho biết Đế chế Khmer đã mấy phen thất bại khi cố gắng thôn tính Hariphunchai trong thế kỷ 11. Không rõ là thời điểm mà các sử ký nói là sự thật hay chỉ là truyền thuyết, nhưng có một thực tế là các thành bang của người Môn ở Dvaravati đã bị Khmer thôn tính trong thời gian này. Đầu thế kỷ 13 là thời điểm mà Hariphunchai cực thịnh và sử ký nhắc đến các sự kiện trong thời gian đó chỉ nói đến việc xây dựng các công trình và về tôn giáo chứ không hề đề cập đến chiến tranh. Tuy nhiên, vào năm 1292, vương quốc Hariphunchai bị Vương quốc Lan Na của người Thái của thủ lĩnh Mengrai thôn tính, kinh đô bị tàn phá nặng nề.
các vua Haripunchai:
1. Nữ hoàng Camadevi
2. Hanayos
3. Kumanjaraj
4. Rudantra
5. Sonamanjusaka
6. Luân hồi sinh tử
7. Padumaraj
8. Kusadeva
9. Nokaraj
10. Dasaraj
11. Gutta
12. Sera
13. Yuvaraj
14. Brahmtarayo
15. Muksa
16. Traphaka
17. Uchitajakraphad vua của Lavo
18. Kampol
19. Jakaphadiraj, King of Atikuyaburi
20. Vasudev
21. Yeyyala
22. Maharaj, vua của Lampang
23. Sela
24. Kanjana
25. Chilanka
26. Phunthula
27. Ditta
28. Chettharaj
29. Jeyakaraj
30. Phatijjaraj
31. Thamikaraj
32. Ratharaj
33. Saphasith
34. Chettharaj
35. Jeyakaraj
36. Datvanyaraj
37. Ganga
38. Siribun
39. Uthen
40. Phanton
41. Atana
42. Havam
43. Trangal
44. Yotta
45. Yip